# Samuel Mudd
Samuel Alexander Mudd (20. prosince 1833, Maryland, USA – 10. ledna 1883, Maryland, USA) byl americký lékař a poslední politik, který byl uvězněn za spolupráci s Johnem Wilkesem Boothem, atentátníkem amerického prezidenta Abrahama Lincolna.
Americká občanská válka poškodila jeho tabákovou farmu, zvláště, když stát Maryland v roce 1864 opustil otroctví. V tomto roce se poprvé setkal s Boothem, který plánoval unesení prezidenta Lincolna. Mudd byl spatřen ve společnosti ostatních spolupachatelů atentátu na Abrahama Lincolna. I přesto ale jeho vina zůstává nejasná.
Po tom, co byl Lincoln Boothem 14. dubna 1865 smrtelně zraněn, Booth odjel se svým kumpánem Davidem Heroldem k Muddovi domů brzy ráno 15. dubna na jeho cestě do Virginie. Někdy tento den se Mudd musel dozvědět o tom, že Booth je pachatelem atentátu, i přesto ale Mudd Boothovu návštěvu úřadům nenahlásil. Tato skutečnost ho zjevně s atentátem spojovala, stejně jako některé další skutečnosti. 26. dubna byl Mudd zatčen. Vojenský soud ho za to odsoudil k doživotnímu věznění (trestu smrti unikl o pouhý jeden hlas).
Později byl Mudd prezidentem Johnsonem omilostěn, z vězení byl propuštěn roku 1869.